# Hoa hậu Quốc tế 1981
Hoa hậu Quốc tế 1981 là cuộc thi Hoa hậu Quốc tế lần thứ 21, được tổ chức vào ngày 6 tháng 9 năm 1981 tại Kobe Convention Center, Đảo Port, Kobe, Nhật Bản. 42 thí sinh tham gia cuộc thi năm nay. Trong đêm chung kết, Hoa hậu Quốc tế 1980 Lorna Marlene Chavez đến từ Costa Rica đã trao lại vương miện cho người kế nhiệm, cô Jenny Derek đến từ Úc.

## Kết quả

### Thứ hạng
| Kết quả              | Thí sinh |
| -------------------- | --- |
| Hoa hậu Quốc tế 1981 | - Úc - Jenny Derek |
| Á hậu 1              | - Brazil - Taiomara Do Rocio Borchardt |
| Á hậu 2              | - Ireland - Michelle Rocca |
| Á hậu 3              | - Colombia - Victoria Eugenia Cárdenas |
| Á hậu 4              | - Honduras - Gloria Patricia Durón |
| Top 15               | - Bỉ - Dominique Van Eeckhoudt - Đức - Barbara Reimund - Nhật Bản - Mika Moriwaki - New Zealand - Elizabeth Mary Ivan - Philippines - Alice Veronica Fernandez Sacasas - Scotland - Margaret Bisset - Thụy Điển - Anna Helena Lindgow - Thái Lan - Seenuan Attasara - Hoa Kỳ - Lisa Schuman - Venezuela - Miriam Quintana Quintana |

## Các thí sinh
- Úc - Jenny Derek
- Áo - Barbara Reimund
- Bỉ - Dominique Van Eeckhoudt
- Brazil - Taiomara Do Rocio Borchardt
- Canada - Carol Donlon
- Colombia - Victoria Eugenia Cárdenas Gerlein
- Costa Rica - Trylce Jirón García
- Đan Mạch - Tina Brandstrup
- Anh - Susan Elizabeth Hutt
- Phần Lan - Merja Orvokki Varvikko
- Pháp - Beatriz Peyet
- Đức - Barbara Reimund
- Hy Lạp - Katerina Kondylatou
- Guam - Cecilia Daga Diaz
- Hawaii - Dana Fu
- Hà Lan - Ine Hoedemaeckers
- Honduras - Gloria Patricia Durón
- Hồng Kông - Địch Bảo Na Ma Á
- Iceland - Hlif Hansen
- Ấn Độ - Meenakshi  Seshadri
- Ireland - Michelle Mary Teresa Rocca
- Israel - Li’ora Goldberg
- Ý - Veronica Piazza
- Nhật Bản - Mika Moriwaki
- Hàn Quốc - Park Hyun-joo
- Malaysia - Gurmit Kaur
- Mexico - Maria Fabiola Torres Sariat
- New Zealand - Elizabeth Mary Ivan
- Na Uy - Helen Holager
- Philippines - Alice Veronica "Peachy" Fernandez Sacasas
- Scotland - Margaret Bisset
- Singapore - Shanaz Ali Hussein Gandhi
- Tây Ban Nha - Francisca "Paquita" Ondiviela Otero
- Thụy Điển - Anna Helena Lindgow
- Thụy Sĩ - Brigitte Voss
- Tahiti - Maimiti Kinnander
- Thái Lan - Seenuan Attasara
- Thổ Nhĩ Kỳ - Sevim Ciftci
- Uruguay - Silvia Alonso
- Hoa Kỳ - Lisa Margaret Schuman
- Venezuela - Miriam Quintana Quintana
- Wales - Sally Douglas Williams

## Chú ý

### Trở lại
| - Lần cuối tham gia vào năm 1968: - Anh - Scotland - Wales | - Lần cuối tham gia vào năm 1976: - Tahiti - Lần cuối tham gia vào năm 1979: - Iceland |

### Bỏ cuộc
- Argentina
- Bolivia - Rosario Suárez - vì lý do sức khỏe.
- Chile
- Anh Quốc
- Malta